# إدارة الحياة البرية
إدارة الحياة البرية (بالإنجليزية: Wildlife management) تهدف إلى الموازنة الاحتياجات للحياة البرية واحتياجات التاس للاستخدامات المتاحة. استخداماتها تتضمن game keeping, wildlife conservation ومكافحة الآفات.
يتم استخدام علم الأحياء الرياضي الكيمياء علم الأحياء علم البيئة علم المناخ وعلم الجغرافيا
للحصول على أفضل النتائج
تهدف إدارة الحياة البرية لوقف انقراض الهولوسين عن طريق أخذ مبادئ التنسيق البيئي
مثل

### قانون Game

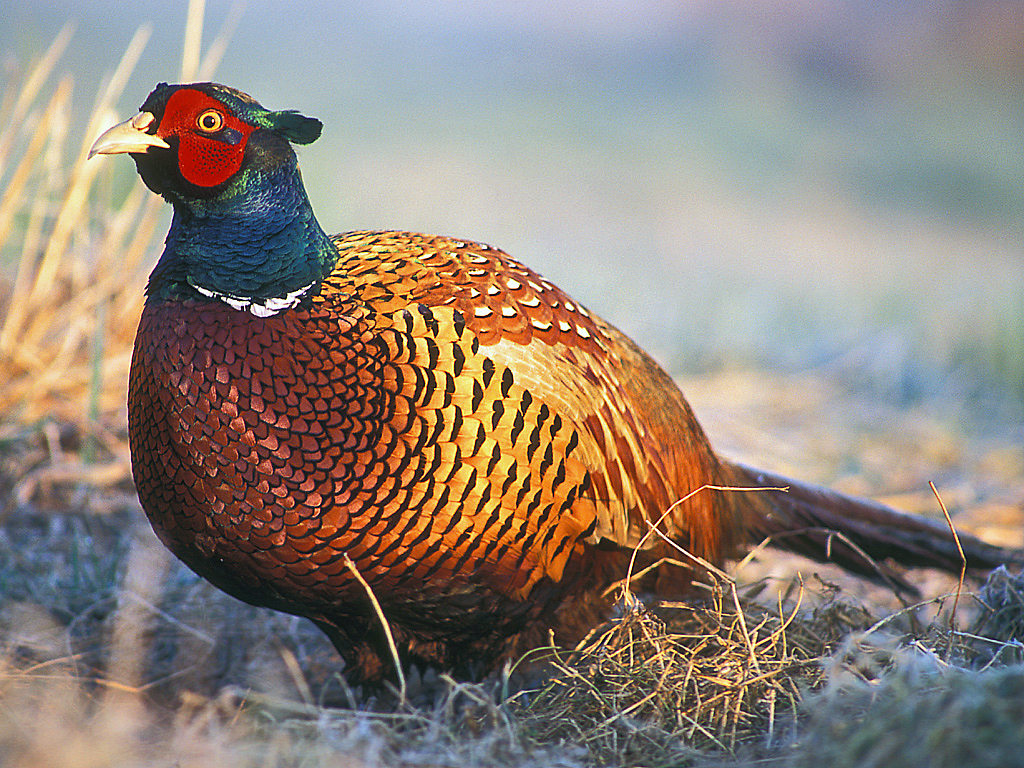

## أنواع WM
- ادارة التلاعب
- إدارة الحراسة

## قرائات
- Bolen, Eric G., Robinson, William. (2002). Wildlife Ecology and Management. Prentice Hall.
- Caughley, G., A.R.E. Sinclair. (1994). Wildlife Ecology and Management. Blackwell Scientific Publ.